# Paul Guèvremont
Paul Guèvremont est un acteur et réalisateur québécois né le 28 décembre 1902 et mort le 9 mai 1979 à Montréal (Canada) à l'âge de 76 ans.

## Biographie
Il fait ses études à l'Académie Saint-Paul de Montréal et au Collège de l'Assomption. Pendant 20 ans, il est comptable dans une banque pendant la journée et trouve l'énergie de faire du théâtre le soir. Il joue dans des pièces classiques, l'Aiglon, Cyrano de Bergerac. En 1940, l'Instruction publique de la Colombie-Britannique lui décerne le Canadian Drama Awards.
Par la suite, ses engagements au théâtre et au cinéma se multiplient. En 1950, il est vice-président de Conseil canadien des auteurs et des artistes. En 1951, le metteur en scène américain Otto Preminger l'engage dans son film La Treizième Lettre. Au début des années 1950, il est un des pionniers de la télévision au Québec. Il assumera d'ailleurs une cinquantaine de rôles dans des émissions théâtrales de Radio-Canada et jusqu'à la veille de sa mort il continuera à travailler. Son incarnation de Théophile Plouffe dans La Famille Plouffe, d'après Roger Lemelin, l'a rendu immortel au Québec. Il jouera dans deux épisodes du feuilleton Les Belles Histoires des Pays d'en Haut, de Claude-Henri Grignon, Le Mendiant de la nuit, dans le rôle-titre pour cet épisode et dans un autre épisode il jouera Déodat Poudrier, le frère de Séraphin.

## Filmographie

### comme acteur
- 1943 : À la croisée des chemins : Jean Leber
- 1945 : Le Père Chopin
- 1949 : Un homme et son péché : Perdichaud
- 1949 : Le Gros Bill : M. Chouinard
- 1949 : Le Curé de village : Leblanc
- 1950 : Les Lumières de ma ville : le capitaine
- 1951 : La Treizième Lettre (The 13th Letter) : le facteur
- 1951 : Québec (en) : Héliodore
- 1953 : La Famille Plouffe (série TV) : Théophile Plouffe
- 1953 : Cœur de maman : François Paradis
- 1959 : En haut de la pente douce (série TV) : Théophile Plouffe
- 1959 : Joie de vivre (série TV) : Honorius Sénécal
- 1959 : Ouragan (série TV)
- 1960 : Walk Down Any Street
- 1960 : Filles d'Ève (série TV) : frère de l'homme d'affaires
- 1960 : La Force de l'âge (série TV) : Jules Quirion
- 1961 : Lord Durham : Henri Perrier
- 1962 : Louis-Hippolyte La Fontaine : Moustached Lawyer
- 1962 : Le Pain du jour (série TV) : Yves Maltais
- 1962 : Le Petit Monde du Père Gédéon (série TV) : Théophile Plouffe
- 1963 : Rue de l'anse (série TV) : Fred Tremblay
- 1964 : The Luck of Ginger Coffey (en) : Marcel
- 1965 : Cré Basile (série TV) : P.H. Poirier
- 1966 : Rue des Pignons (série TV) : père de Manius Roy
- 1967 : Waiting for Caroline (en) : M. Simard
- 1968 : Le Paradis terrestre (série TV) : le curé St-Amour
- 1968 : Poussière sur la ville : Arthur Prévost
- 1968 : Les Belles Histoires des pays d'en haut (série TV) : le Mendiant de la nuit
- 1969 : Bilan (télé-théâtre)
- 1969 : Quelle famille ! (série TV) : Anthime
- 1970 : Les Belles Histoires des pays d'en haut (série TV) : L'Étranger
- 1970 : Symphorien (série TV) : Gérald Rochon
- 1971 : Mon enfance à Montréal
- 1971 : La Feuille d'érable (série TV) : Xavier
- 1972 : L'Exil
- 1974 : La Petite Patrie (série TV) : Ubald Groulx
- 1974 : Aux frontières du possible (série TV) : Leroy-Lanvin
- 1976 : Symphorien (série TV) : Edgar Lejeune
- 1978 : Race de monde (série TV) : Milien Bérubé

### comme réalisateur
- 1943 : À la croisée des chemins

## Performances
Dans le feuilleton Les Belles Histoires des pays d'en haut, Paul Guèvremont a interprété le rôle de deux personnages différents - Théophraste Raudin, le plus vieux des frères de Jean-Batiste Raudin, curé de Sainte-Adèle (Le mendiant de la nuit - 1968) et Joseph-Déodat Poudrier, frère aîné de Séraphin Poudrier (L'étranger - 1970).
Les deux personnages qu'interprétait le comédien sont similaires : parce qu'il joue le rôle de personnages étrangers, dont il est le frère aîné (frère aîné du curé Raudin, même chose pour Séraphin) ; ils rendirent visite chacun à leur tour chez Séraphin pour demander l'hospitalité, ce dernier refuse leurs demandes pour ensuite les chasser de chez-lui.